# Dalbergia thomsonii
Dalbergia thomsonii är en ärtväxtart som beskrevs av George Bentham. Dalbergia thomsonii ingår i släktet Dalbergia, och familjen ärtväxter. Inga underarter finns listade i Catalogue of Life.